# Phyllanthus profusus
Phyllanthus profusus là một loài thực vật thuộc họ Euphorbiaceae. Loài này có ở Ghana, Guinea, và Liberia. Chúng hiện đang bị đe dọa vì mất môi trường sống.